# Le Mont des Oliviers (cathédrale de Strasbourg)
La sculpture du mont des Oliviers de la Cathédrale Notre-Dame de Strasbourg est située contre le mur de l'abside de l'actuelle chapelle Saint-Laurent. Commandée en 1498 par Nicolas Roeder pour le cimetière de l'église Saint-Thomas, elle est transférée dans la cathédrale en 1667. 
La sculpture de la cathédrale de Strasbourg est intéressante par ses dimensions inhabituelles : elle mesure approximativement neuf mètres de long sur trois mètres 80 de large et cinq mètres de haut. Elle se caractérise aussi par le nombre important de personnages représentés (pas moins de 31 en tout), la variété de leurs représentations, la présence d’une flore combinée à la faune et par l’intensité qui se dégage d’une scène qui ne représente qu’un lieu et qu’un moment. Enfin, l’épisode est fortement dramatisé par des allusions qui renvoient sans cesse aux autres épisodes de la Passion du Christ.

## Historique
L’œuvre est le fruit d’une commande passée en 1498 par Niklaus Roeder . On sait peu de chose de ce dernier, au point que Monique Fuchs, dans l’article qu’elle lui a consacré dans le Nouveau dictionnaire de biographie alsacien en est réduite à des hypothèses. Il serait ainsi un marchand originaire de Lahr qui aurait fini par s’installer à son compte après avoir travaillé pour la famille des Ingolt. La sculpture était destinée au cimetière de l’église Saint-Thomas. La dalle funéraire du mécène, mort en 1510, figure d’ailleurs dans ladite église qui le représente sous forme d’un squelette, un transi médiéval.  
Théodore Rieger attribue la paternité de l'œuvre au sculpteur Veit Wagner.
L'ensemble statutaire en grès gris déménage plusieurs fois à la suite de la Réforme avant d'être transféré dans la cathédrale de Strasbourg en 1667, pour le protéger et le valoriser.

## Détérioration physique
Ce monument s'est détérioré avec le temps. Le fond, sur le mur, a subi au moins trois modifications, discernables aux couleurs différentes du matériau. Le calice tenu par l’ange a perdu sa partie supérieure et la traverse de la croix a disparu ; l’un des apôtres voit sa main droite amputée de ses phalangettes. Le socle qui représente le sol est fissuré, des graffitis déparent le bloc sur lequel se tient l’ange et des plaques noires mangent la pierre sur certaines statues.

## Approche esthétique

### Le rapport avec les sources
Le Mont des oliviers est un groupe sculptural de grande dimension, accolé au mur, et qui se subdivise en plusieurs plans. Le premier présente trois apôtres endormis, le deuxième figure le Christ priant face à un ange qui lui apparaît, et le troisième montre l’arrivée d’une foule d’individus qui longent le jardin pour passer par une porte. À l’arrière-plan, on reconnaît un paysage rocheux et montueux sur lequel s’élève une ville médiévale que surplombe une grande croix. Le jardin lui-même est un lieu clos puisque entouré sur sa droite d’un mur de pierres qui vient buter contre une porte dont la partie supérieure forme un léger arc. La clôture se prolonge ensuite sur la gauche par une palissade faite de planches en pointe. Le terrain est rocailleux, légèrement inégal, puisque montant presque imperceptiblement de la droite vers la gauche où il est borné par une roche pyramidale qui le ferme verticalement et sur laquelle se trouve l’ange.
Tel quel, cet ensemble renvoie aux différents textes néotestamentaires, tant aux évangiles synoptiques qu’à l’évangile selon saint Jean.

### Le choix du décor
Apparaissent dans cette œuvre des détails qui renvoient à une réalité quotidienne : les terrasses soutenues par des renforts de bois évoquent la déclivité d'un terrain où la terre a naturellement tendance à glisser et qu’il faut retenir si on veut la cultiver. 
Ce jardin rocailleux et inégal, tout en stuc, évoque très précisément le lieu où se déroule l’action, lieu accidenté puisque situé « de l’autre côté du torrent du Kédrôn ». Le rendu tourmenté de l'ensemble est encore accentué par les blocs de stuc qui, trop grands pour être transportés en une seule pièce, ont été découpés puis réassemblés. Mais les raccords sont mauvais et laissent des intervalles inattendus. À cela vient s’ajouter la palissade avec ses pieux pointus et ses clous bien visibles, nullement mentionnés d’ailleurs par les textes évangéliques. L’arrière-plan relève de la même esthétique. En effet, contre le mur même, tout au fond, s’élèvent les collines, représentées par des masses rocheuses nues que vient orner la figuration des arbres censés reproduire des oliviers aux troncs forts et aux bras noueux.
Les motifs végétaux et floraux relèvent d’une volonté décorative. C’est notamment le cas des entrelacs de branches feuillues aux formes curvilignes qui grimpent comme du lierre sur le mur, dans le dos de l’apôtre de droite et sur le montant de la porte d’entrée. Au fond, le regard s’arrête aux pentes des collines boisées qui viennent se presser jusque contre les maisons, les remparts et les tours agrémentés de portes, créneaux et meurtrières, qui entourent et protègent la ville de Jérusalem.

## Les personnages

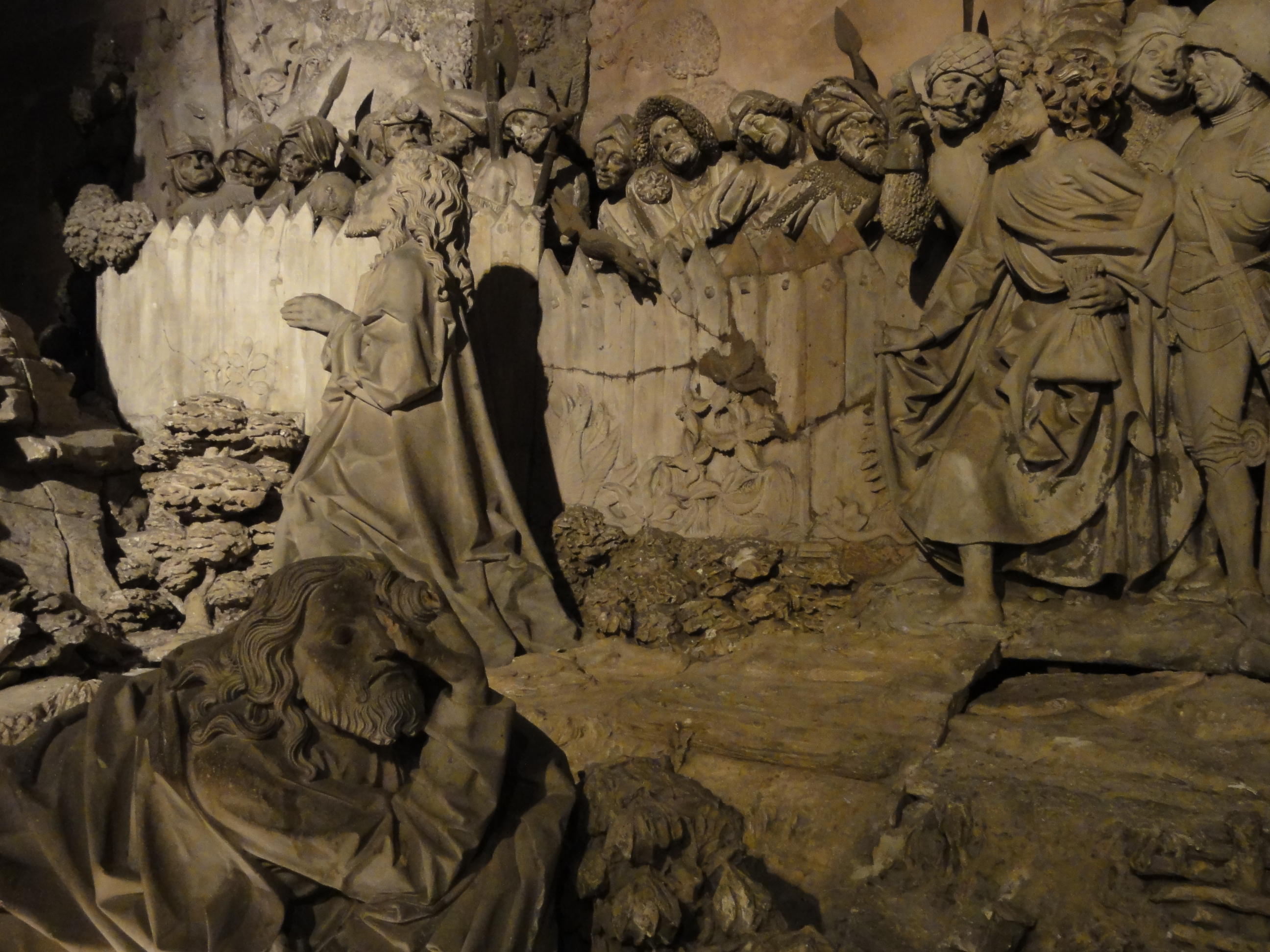
Le Christ en prière, au premier plan l’apôtre Jacques endormi, à droite Judas.

### L’art de la narration
Le sculpteur recourt à un procédé médiéval venu  de la tradition artistique byzantine. Il fond en effet en une seule image deux épisodes successifs, celui de la prière et celui de l’arrestation, alors que les textes bibliques les distinguent nettement. Outre Jésus priant, les disciples dormants et l’ange apparaissant, éléments conformes aux trois premiers Évangiles, figure aussi la venue de Judas accompagné d’une foule d’hommes. Par ce moyen qui relève d’un principe narratif traditionnel, l'artiste s’inscrit certes dans une tradition éprouvée qui a ses lettres de noblesse, mais en même temps il dramatise fortement la scène. C’est ainsi que, tandis que Jésus prie tourné vers l’ange, Judas apparaît dans son dos avec ses acolytes.

#### La mise en scène
Celle-ci est calculée pour souligner la solitude du Christ. En effet, la répartition des différents personnages dans l’espace montre son isolement par le vide autour de lui : les apôtres sont à quelque distance, à l’avant plan, mais conformément à saint Luc qui précise : « Et il se sépara d’eux d’environ un jet de pierre. ». Par ailleurs, l’ange est en hauteur et non au niveau du Christ et séparé de lui par plusieurs qui soulignent son esseulement. Enfin, entre la palissade et le Christ, un dernier espace vide prend place, tout comme entre le Christ et ceux qui entrent par la porte. 

##### Les adjuvants

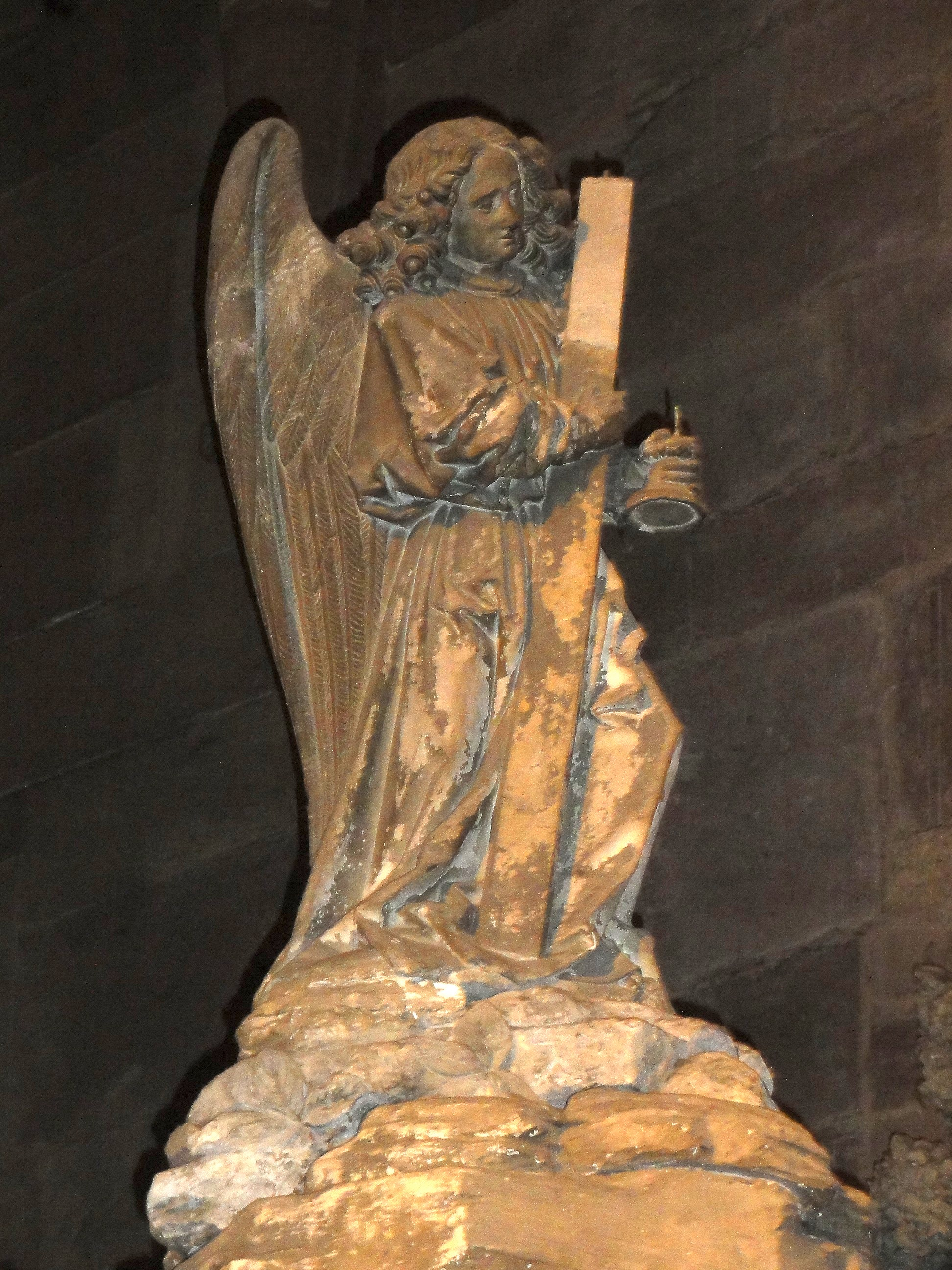
L’ange.

L’ange est envoyé non pour secourir, mais pour fortifier. Le Christ sait donc que tout va s’accomplir selon les Écritures et qu’il ne saurait échapper à ce qui a été annoncé de tout temps. D’ailleurs le messager céleste ne porte pas d’arme, mais dans sa main gauche il tient le calice, coupe de réconfort certes, mais aussi symbole selon lequel il faudra boire jusqu’à la lie. Posée de biais, une longue planche en bois, s’appuie contre son corps, préfiguration de la crucifixion. Les allusions aux différents moments de la Passion relèvent donc d’un procédé systématisé. Quant aux apôtres, chacun est pris dans une attitude différente et se repose comme il peut, où il peut. Si leur disposition le long d’une même ligne qui les situe au premier plan, respectivement à droite, au milieu et à gauche de l’ensemble sculpté, permet à l’artiste de meubler les vides, elle montre surtout la solitude du Christ abandonné par ceux qui lui sont le plus chers. En effet, selon les textes évangéliques, il vient avec l’ensemble des disciples « dans un domaine appelé Gethsémani, », puis laisse la plupart d’entre eux à l’écart en leur demandant de prier et « prend Pierre, et Jacques, et Jean avec lui ». Ce choix s’explique par le rapport affectif qui le lie tout particulièrement à ces trois disciples. Ce sont eux en effet qui, tous trois, ont assisté à la résurrection de la fille du chef de la synagogue et à la transfiguration. Or chacun d’eux, va dans son coin et s’endort tranquillement. 
Les critères de reconnaissance.
À droite, figure l’apôtre Jean. Pour lui, le sculpteur se sert des motifs usuels chargés d’indiquer au spectateur analphabète qu’il s’agit du disciple préféré du Maître : ses cheveux s’étalent en belles boucles, son visage est jeune, imberbe, et il appuie son coude sur un livre ouvert. L’évangéliste s’est servi d’un mur pour s’y adosser ; sa tête penchée repose dans le creux de sa main que prolonge son coude lourdement appuyé sur un livre encore ouvert, preuve qu’il a essayé de veiller comme le lui a demandé le Maître. Mais la fatigue a été la plus forte et il dort profondément, assis, les jambes croisées.
Au milieu, se trouve l'apôtre Jacques, fils de Zébédée. Placé juste devant le spectateur, entre les deux autres disciples, il a sombré dans le sommeil, lui aussi. Il se protège de la dureté de son oreiller naturel en reposant sa tête dans le creux de sa main droite, où vient s’enrouler une mèche de cheveux. Ainsi soulevée, la chevelure prouve l’affaissement total dans le sommeil, cependant que son bras gauche passe en dessous du bras droit, laissant pendre la main qui retient un livre. Celui-ci est fermé et présente une reliure dont les ornementations et les lanières rappellent les livres solidement fabriqués à l’ancienne. Les lanières encore flottantes, qui font office de fermoir, confirment cette interprétation : lui aussi a lu, mais le sommeil l’a terrassé et c’est tout juste si la main retient encore le livre. 

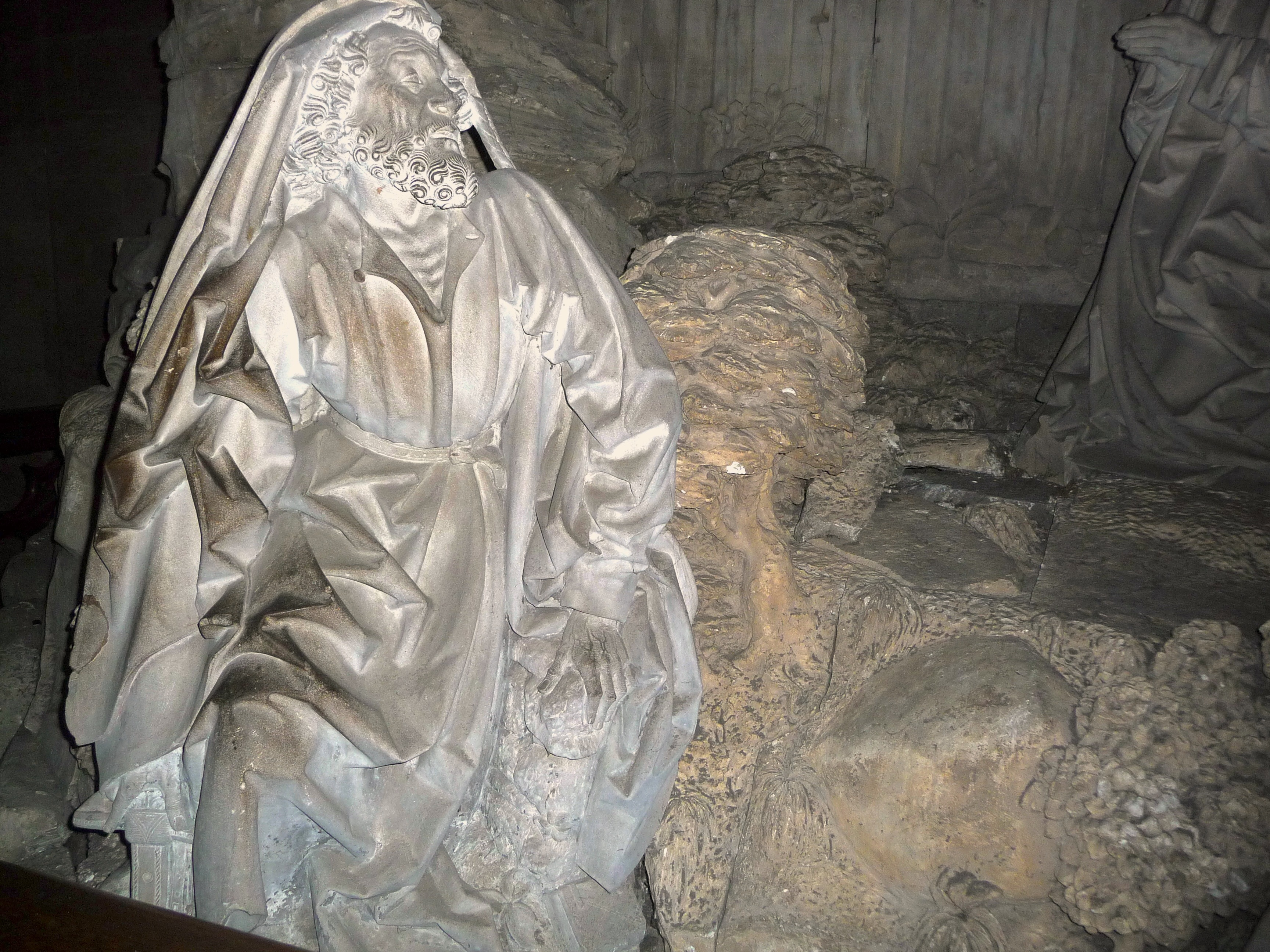
Pierre prêt à dégainer son glaive.

Quant à la figure située à l’extrême gauche, elle représente l'apôtre Pierre. Comme les deux autres, il a droit à un livre. Mais le sien est fermé et gît par terre, contre le rocher, dans la droite ligne de la main qui l’a lâché ou déposé. L’apôtre est habillé comme son proche voisin, et porte la même barbe. Il se reconnaît à un détail significatif : il saisit de sa main droite la garde d’un glaive encore dans son fourreau. Ses deux doigts écartés révèlent qu’il s’apprête à dégainer l’arme. Contrairement aux deux autres disciples, il ne dort ; d’ailleurs ses yeux sont ouverts, sa tête est tournée vers Judas ; son buste s’est redressé et sa main gauche s’appuie sur le bras d’un rocher en forme de siège, comme s’il était sur le point de se lever. La torsion du corps souligne que le personnage est saisi dans une tension psychique et physique.  Cette lecture revient à faire de Pierre un gaucher, or le cas est plutôt rare. Mais au vu de sa position par rapport aux fidèles, il fallait montrer un attribut et indice révélateurs. C’est le rôle du glaive, particulièrement court au point qu’il pourrait passer pour un poignard. Par ailleurs, même si les versions diffèrent d’un texte à l’autre, l’évangile selon saint Jean précise que Pierre avait un glaive avec lequel il « frappa l’esclave du grand prêtre et lui trancha son petit bout d’oreille droite. »  
La présence des trois livres chez les apôtres.  Ils rappellent que certains de ces disciples ont écrit. Jean est l’auteur d’un Évangile et de l’Apocalypse, Pierre est l’auteur de deux épîtres officiellement reconnues par l’Église catholique. En revanche, ce n’est pas le cas de Jacques, frère de Jean, tous deux fils de Zébédée.  Les trois livres ne constituent donc pas uniquement un rappel de leurs écrits. En réalité ce sont tous les trois les hommes du Livre. Ils sont les garants vivants de la véracité de ce qui y est rapporté. La présence de ces livres est naturelle dans cette représentation d’un épisode biblique.

##### Les opposants

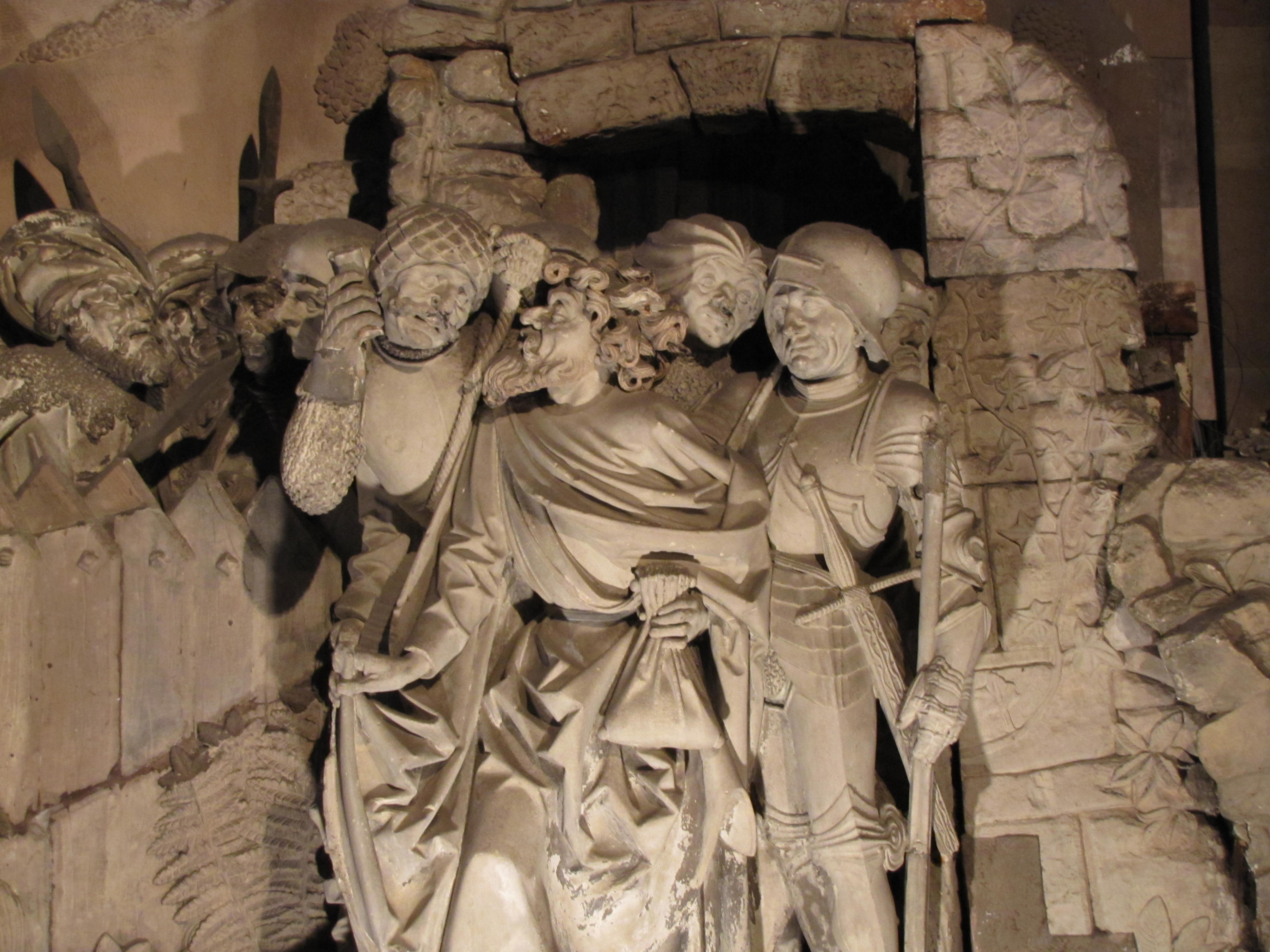
Judas désigne le Christ aux soldats.

À ces trois images paisibles du premier plan s'oppose un arrière-plan menaçant.  Alors que les disciples dorment, éloignés l’un de l’autre et du Christ, Judas arrive, pressé d’en finir au point de précéder la troupe qui l’accompagne. Il sait où trouver sa proie, lui qui « connaissait aussi l’endroit, parce que Jésus s’y était souvent retrouvé avec ses disciples.»  Son nez crochu est fortement marqué et il tient dans sa main gauche une bourse. La bourse est son attribut habituel, au vu de la tradition qui fait de lui le trésorier du groupe formé par Jésus et ses disciples, mais avant tout en raison de sa trahison pour laquelle les grands prêtres « l’écoutèrent avec joie et promirent de lui donner de l’argent. » À côté de lui, à peine en retrait, un soldat écoute, tête penchée, Judas lui indiquer que le Christ sera celui à qui il donnera un baiser. Le même personnage tient aussi une corde tressée, indice du sort final de Judas. La bourse et la corde rappellent en effet que Judas, pris de remords, a rendu l’argent aux grands prêtres puis est allé se pendre.
Accumulés, tous ces éléments font de Judas la personnification du mauvais. Le sculpteur le donne à entendre en représentant, au pied de la palissade et non loin de Judas, un serpent rampant, juste à côté d’une feuille de fougère d’où il s’échappe. Cet animal a bien plus qu’une fonction décorative certaine par ses ondulations : il personnifie le Mal, et sa connotation dépréciative rejaillit sur Judas, traître voué à la géhenne infernale.
Derrière Judas suit la longue file d’hommes déterminés à en finir avec l’agitateur public. Ils arrivent de Jérusalem dont ils descendent les collines sur un chemin serpentin. Le premier personnage à apparaître ne révèle que le haut de son front, car caché par la pente de la colline ; le second montre déjà toute sa tête, le troisième son buste. Cette progression s’explique dans la mesure où la colline laisse place à un chemin plat au virage accentué, presque en épingle à cheveu, qui permet maintenant de distinguer clairement les autres membres de la troupe. En outre, la scène a été actualisée. Le soldat derrière Judas porte l’armure, le casque et l’épée des gens d’armes contemporains de l’artiste. D’autres brandissent des armes tout aussi anachroniques pour l'époque romaine l'un tient une masse d'arme (dont on sait qu’elle a été en usage jusqu’au XVIe siècle), un autre une pique et un troisième une hallebarde. Cette foule est on ne peut plus composite puisque s’y mêlent des individus qui viennent « de la part des grands prêtres, des scribes et des anciens » ; elle comprend « la cohorte donc, et le tribun, et les gardes des Juifs ». Tous ces hommes affluent « avec des lanternes, des torches et des armes ». Agglomérés l’un à l’autre, ils produisent un effet de masse prête à en découdre. Accroissent encore cet effet la diversité des tenues vestimentaires (les coiffes qui se veulent orientales alternent avec les casques), la variété des attitudes (les uns regardent droit devant eux, les autres en arrière, les uns penchent leur tête vers la droite ou vers la gauche, les autres sont raides) et la différence des visages (barbus et/ou imberbes, le nez épaté ou pointu). Tout ce monde semble se bousculer et se parler dans un brouhaha qui emplit tout l’espace et s’oppose au vide autour de Jésus.

#### Le Christ

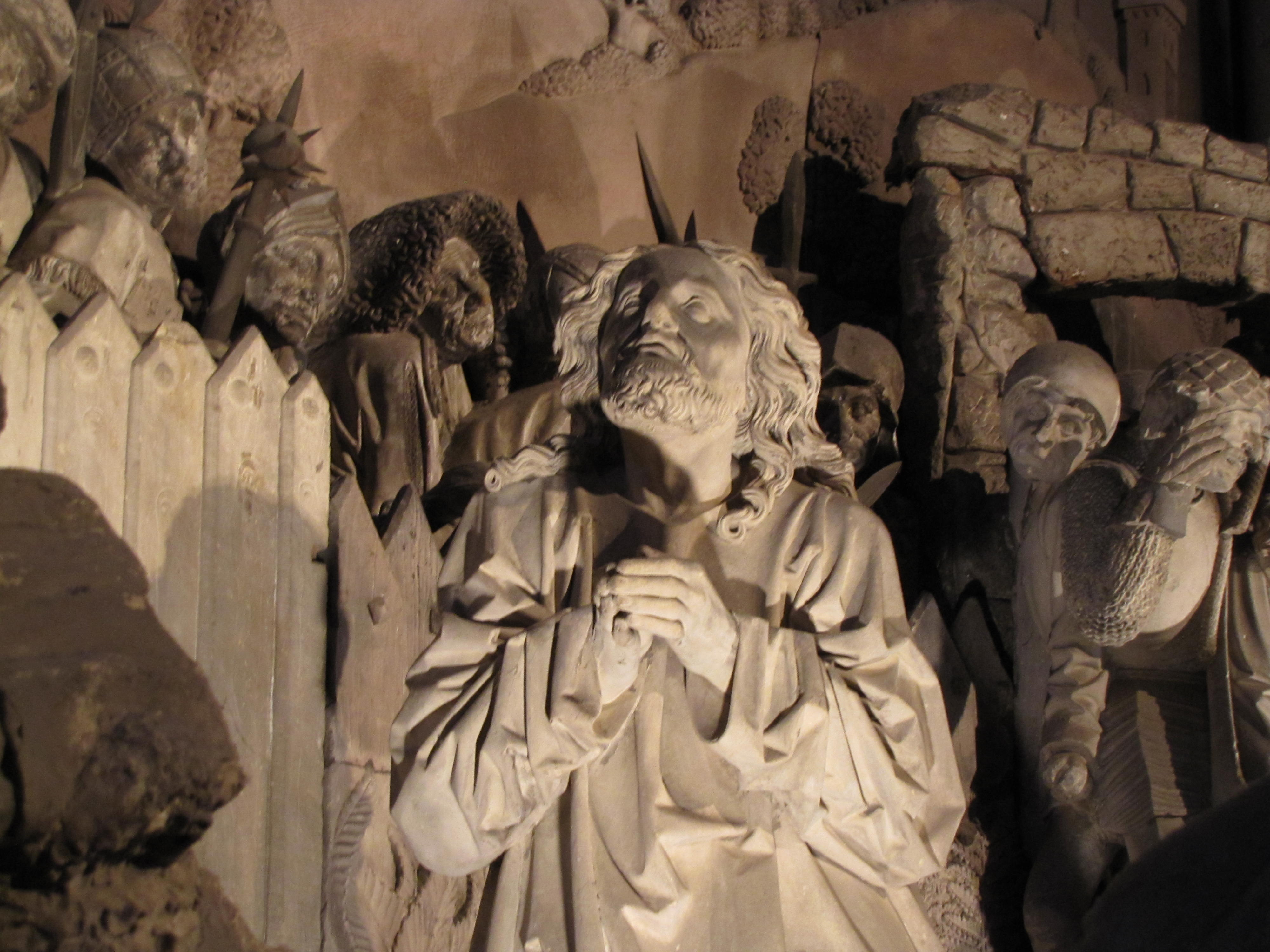
Jésus priant.

Il attire naturellement les regards par sa position centrale et le vide autour de lui. Mais aussi par un procédé typiquement médiéval qui consiste à exprimer l’importance d’un personnage par sa taille dans l’image et non en fonction de sa situation dans l’espace, c’est-à-dire de son éloignement ou de sa proximité par rapport à l’œil du spectateur. Ainsi, bien qu’à genoux, Jésus est curieusement plus grand que Judas. En fait, « les rapports de taille des personnages sont régis par une hiérarchie religieuse. Le Christ est forcément plus grand que les apôtres. » Barbu, le front dégagé par les longs cheveux qui s’écoulent dans son dos et retombent sur les épaules en mèches bouclées, le Christ apparaît comme un homme abîmé dans la prière. Sa tête est relevée parce qu’il est le seul à avoir vu l’ange, ce que révèlent les autres visages dont aucun n’est dirigé dans cette direction. Il prie, ce que prouvent ses mains jointes et ses yeux fermés. Son lourd vêtement retombe en un drapé masquant jusqu’aux pieds et dont la traîne est mise en valeur par la sinuosité travaillée de ses plis. 
Suspendue au mur, au-dessus de la ville de Jérusalem, se dresse une grande croix qui domine toute la scène. Il s'agit d'une croix de Mission qui, installée en 1825 sur la place du Château (Strasbourg), a été transférée à cet endroit en 1830.